# Forner torrat
El forner torrat (Furnarius torridus) és una espècie d'ocell de la família dels furnàrids (Furnariidae) que viu en boscos de ribera i matolls de les terres baixes, del nod-est del Perú i l'extrem oest de Brasil amazònic.